# Chomiec kazachski
Chomiec kazachski, chomik Eversmanna (Allocricetulus eversmanni) – gatunek ssaka z podrodziny chomików (Cricetinae) w obrębie rodziny chomikowatych (Cricetidae).

## Zasięg występowania
Chomiec kazachski występuje w zależności od podgatunku:
- A. eversmanni eversmanni – od południowo-wschodniej części europejskiej Rosji (na wschód od rzeki Wołga) na wschód do południowo-zachodniej Syberii (obwód omski) oraz w północno-zachodnim i północnym Kazachstanie (obwód zachodniokazachstański i zachodni obwód atyrauski na wschód do obwodu pawłodarskiego).
- A. eversmanni beljaevi – zachodni, środkowy i wschodni Kazachstan (od wschodniego obwodu atyrauskiego do obwodu wschodniokazachstańskiego) oraz północno-zachodnia Chińska Republika Ludowa (północny Sinciang).

## Taksonomia
Gatunek po raz pierwszy zgodnie z zasadami nazewnictwa binominalnego opisał w 1859 roku niemiecki przyrodnik Johann Friedrich von Brandt nadając mu nazwę Cricetulus eversmanni. Holotyp pochodził z pobliża Orenburga, w obwodzie orenburskim, w Rosji. 
Autorzy Illustrated Checklist of the Mammals of the World rozpoznają dwa podgatunki.

### Etymologia
- Allocricetulus: gr. αλλος allos „inny, nowy”[11]; rodzaj Cricetulus Milne-Edawrds, 1867 (chomiczak).
- eversmanni: dr Alexander Eduard Friedrich Eversmann (1794–1860), niemiecki przyrodnik, odkrywca, kolekcjoner z Kirgizji, Azja Środkowej i Syberii[12].
- beljaevi: A.M. Bielajew, rosyjski kolekcjoner[4].

## Morfologia
Długość ciała (bez ogona) 103–136 mm, długość ogona 20–31 mm, długość ucha 13–25 mm, długość tylnej stopy 16–20 mm; masa ciała 32–68 g. 

## Populacja
Na obszarach, gdzie występuje, jest stosunkowo powszechny. Na Uralu rozszerza swój zasięg występowania w kierunku północnym, zajmując grunty orne, przez co jest szkodnikiem.

## Tryb życia
Chomiec kazachski jest gatunkiem aktywnym nocą. Spożywa nasiona roślin dzikich i uprawnych. Regularnie zjada także mięczaki i owady. Zanotowano również, że jego pokarmem są jaszczurki, nornice, pisklęta małych ptaków oraz małe wiewiórki ziemne. Nie hibernuje, ale jego aktywność zimą jest niższa. W ciągu roku wychowuje 2-3 mioty po 4-6 młodych. Zamieszkuje suche stepy i półpustynie, ale od czasu do czasu znajdywany jest też na polach i w okolicach siedzib ludzkich, a także, głównie w północnej części zasięgu występowania w laso-stepie.

## Zagrożenia
Nie ma większych zagrożeń dla tych chomików.